# Torre Pallavicina
Torre Pallavicina là một đô thị ở tỉnh Bergamo trong vùng Lombardia của nước Ý, có vị trí cách khoảng 50 km về phía đông của Milano và khoảng 30 km về phía đông nam của Bergamo. Tại thời điểm ngày 31 tháng 12 năm 2004, đô thị này có dân số 1.093 người và diện tích là 10,3 km².
Đô thị Torre Pallavicina có các frazioni (đơn vị cấp dưới, chủ yếu là các làng) Villanuova, Torre, và S.Maria in Campagna.
Torre Pallavicina giáp các đô thị: Fontanella, Orzinuovi, Pumenengo, Roccafranca, Soncino.